# 索纳穆基
索纳穆基（Sonamukhi），是印度西孟加拉邦Bankura县的一个城镇。总人口27348（2001年）。

## 人口
该地2001年总人口27348人，其中男性14013人，女性13335人；0—6岁人口2804人，其中男1467人，女1337人；识字率71.25%，其中男性为77.95%，女性为64.21%。